# Jessica Ashwood
Jessica Ashwood (Sydney, 28 april 1993) is een Australische zwemster. Ze vertegenwoordigde haar vaderland op de Olympische Zomerspelen 2012 in Londen en op de Olympische Zomerspelen 2016 in Rio de Janeiro.

## Carrière
Bij haar internationale debuut, op de wereldkampioenschappen zwemmen 2011 in Shanghai, strandde Ashwood in de series van de 1500 meter vrije slag.
Tijdens de Olympische Zomerspelen van 2012 in Londen werd de Australische uitgeschakeld in de series van de 800 meter vrije slag.
Op de wereldkampioenschappen zwemmen 2013 in Barcelona strandde Ashwood in de series van de 800 meter vrije slag.
In Glasgow nam de Australische deel aan de Gemenebestspelen 2014. Op dit toernooi eindigde ze als zesde op de 800 meter vrije slag, op de 400 meter vrije slag werd ze uitgeschakeld in de series. Tijdens de Pan-Pacifische kampioenschappen zwemmen 2014 in Gold Coast eindigde Ashwood als tiende op zowel de 400 als de 800 meter vrije slag, daarnaast strandde ze in de series van de 200 meter vrije slag.
Op de wereldkampioenschappen zwemmen 2015 in Kazan veroverde de Australische de bronzen medaille op de 400 meter vrije slag, daarnaast eindigde ze als vierde op de 800 meter vrije slag en als vijfde op de 1500 meter vrije slag. Op de 4x200 meter vrije slag eindigde ze samen met Bronte Barratt, Leah Neale en Emma McKeon op de zesde plaats.
Tijdens de Olympische Zomerspelen van 2016 in Rio de Janeiro eindigde Ashwood als vijfde op de 800 meter vrije slag en als zevende op de 400 meter vrije slag. Samen met Leah Neale, Bronte Barratt en Tamsin Cook zwom ze in de series van de 4x200 meter vrije slag, in de finale legden Neale, Barratt en Cook samen met Emma McKeon beslag op de zilveren medaille. Voor haar aandeel in de series werd Ashwood beloond met eveneens de zilveren medaille.

## Internationale toernooien
| Jaar | Olympische Spelen                                                                          | WK langebaan                                                                      | WK kortebaan  | PanPacs                                                     | Gemenebestspelen                      |
| ---- | ------------------------------------------------------------------------------------------ | --------------------------------------------------------------------------------- | ------------- | ----------------------------------------------------------- | ------------------------------------- |
| 2011 |                                                                                            | 15e 1500m vrije slag                                                              |               |                                                             |                                       |
| 2012 | 20e 800m vrije slag                                                                        |                                                                                   | geen deelname |                                                             |                                       |
| 2013 |                                                                                            | 10e 800m vrije slag                                                               |               |                                                             |                                       |
| 2014 |                                                                                            |                                                                                   | geen deelname | 27e 200m vrije slag 10e 400m vrije slag 10e 800m vrije slag | 9e 400m vrije slag 6e 800m vrije slag |
| 2015 |                                                                                            | 400m vrije slag · 4e 800m vrije slag · 5e 1500m vrije slag · 6e 4x200m vrije slag |               |                                                             |                                       |
| 2016 | 7e 400m vrije slag · 5e 800m vrije slag · 4x200m vrije slag · Ashwood zwom enkel de series |                                                                                   | 6-11 december |                                                             |                                       |

## Persoonlijke records
Bijgewerkt tot en met 10 april 2016
Kortebaan
| Afstand          | Tijd     | Datum            | Plaats |
| ---------------- | -------- | ---------------- | ------ |
| 200m vrije slag  | 01.56,53 | 28 november 2015 | Sydney |
| 400m vrije slag  | 03.59,23 | 27 november 2015 | Sydney |
| 800m vrije slag  | 08.13,63 | 26 november 2015 | Sydney |
| 1500m vrije slag | 15.43,83 | 25 november 2015 | Sydney |

Langebaan
| Afstand          | Tijd     | Datum           | Plaats   |
| ---------------- | -------- | --------------- | -------- |
| 200m vrije slag  | 01.58,28 | 10 april 2016   | Adelaide |
| 400m vrije slag  | 04.03,34 | 2 augustus 2015 | Kazan    |
| 800m vrije slag  | 08.18,41 | 8 augustus 2015 | Kazan    |
| 1500m vrije slag | 15.52,17 | 4 augustus 2015 | Kazan    |